# Municipio de Blackwater (Dakota del Norte)
El municipio de Blackwater (en inglés: Blackwater Township) es un municipio ubicado en el condado de McLean en el estado estadounidense de Dakota del Norte. En el año 2010 tenía una población de 27 habitantes y una densidad poblacional de 0,29 personas por km².

## Geografía
El municipio de Blackwater se encuentra ubicado en las coordenadas 47°37′44″N 101°45′5″O / 47.62889, -101.75139. Según la Oficina del Censo de los Estados Unidos, el municipio tiene una superficie total de 91.86 km², de la cual 91,54 km² corresponden a tierra firme y (0,34 %) 0,32 km² es agua.

## Demografía
Según el censo de 2010, había 27 personas residiendo en el municipio de Blackwater. La densidad de población era de 0,29 hab./km². De los 27 habitantes, el municipio de Blackwater estaba compuesto por el 100 % blancos. Del total de la población el 0 % eran hispanos o latinos de cualquier raza.